# Zofia Michałkiewicz
Zofia Teofila Michałkiewicz (ur. 10 stycznia 1892 w Zamysłach w powiecie kępińskim, zm. 30 kwietnia 1981 w Poznaniu) – polska harcerka, nauczycielka i działaczka społeczna, uczestniczka powstania wielkopolskiego.

## Życiorys
Była córką Stanisława i Katarzyny z Tułodzieckich Długołęckich. Gdy miała rok, matka zmarła przy porodzie, wydając na świat syna Stefana. Ojciec oddał Zofię pod opiekę sióstr żony, Anieli i Zofii Tułodzieckich. Zofia zaangażowała się w działalność społeczną i patriotyczną. Należała do kobiecego Towarzystwa "Warta". Była druhną żeńskiej drużyny harcerskiej im. Emilii Plater, pierwszej w Poznaniu. Prowadziła tajne nauczanie dzieci w języku polskim.
Uczestniczyła w pracach przygotowujących powstanie wielkopolskie. Gdy wybuchło, zgłosiła się jako ochotniczka. Ponieważ miała ukończony kurs sanitarny, została sanitariuszką w poznańskim szpitalu przy ul. Polnej. Pracowała w kuchniach polowych na Dworcu Głównym, brała udział w aprowizacji oddziałów powstańczych. 
W dniu 27 września 1918 wyszła za mąż za Mieczysława Michałkiewicza. Mieli 3 synów: Andrzeja, Stanisława i Mieczysława. Zamieszkali przy ul. Ogrodowej 19/4 w Poznaniu. Mieszkanie, które było własnością Anieli i Zofii Tułodzieckich, ciotki podarowały siostrzenicy w posagu.
W czasie II wojny światowej została wysiedlona z rodziną do Generalnej Guberni. Michałkiewiczowie zamieszkali w Kazimierzy Wielkiej w powiecie miechowskim. W 1945 powrócili do Poznania.
Do 1950 Zofia pracowała w bibliotece Poznańskiego Towarzystwa Przyjaciół Nauk. Należała do Związku Bojowników o Wolność i Demokrację. W 1972 została mianowana podporucznikiem.
W ostatnich latach życia mieszkała w Domu Weterana w Poznaniu. Została pochowana na cmentarzu Górczyńskim w Poznaniu.

## Odznaczenia
Została odznaczona Krzyżem Kawalerskim Orderu Odrodzenia Polski i Wielkopolskim Krzyżem Powstańczym.